# ミニマル・ミュージック
ミニマル・ミュージック（Minimal music）は、音の動きを最小限に抑え、パターン化された音型を反復させる音楽。現代音楽のムーブメントのひとつ。1960年代から盛んになった。単にミニマルと呼ばれることもある。

## 歴史
ミニマル・ミュージックは、1960年代のアメリカで生まれた。この時期、テリー・ライリーの「In C」（1964年）やスティーヴ・ライヒの「It's Gonna Rain」（1965年）「Come Out」（1966年）などの作品が作られている。ラ・モンテ・ヤングの「弦楽三重奏」（1958年）をミニマル・ミュージックの始まりとする説もある。
同時期にヨーロッパでは、ルチアーノ・ベリオ、ジェルジ・リゲティ、ヘンリク・グレツキらも単純反復による音楽語法を試みており、これらの作風はアメリカのミニマル・ミュージックと類似している。1968年には当時、音楽評論家として活躍していたマイケル・ナイマンがコーネリアス・カーデューの「The Great Digest」を評す際、当時は抽象絵画などを表現する時に用いられていた単語「ミニマリズム」を文中で用い、音楽評論で初めて「ミニマル」の概念を持ち込んだ。
ナイマンは、1974年の著書『実験音楽 ケージとその後（Experimental Music: Cage and Beyond）』のラ・モンテ・ヤングに言及した節で、ヤングのヴェーベルン聴取を取り上げ、「ミニマルなプロセスの音楽」の起源をセリエリズムであると主張している。ヤングは、セリーが形を変えて提示されても同一音高が同一オクターブで演奏される傾向を「静的」と解釈可能であると見たのである。
エリック・サティの後期作品の一部（「ヴェクサシオン」「家具の音楽」など）は、執拗な反復によって曲が成り立っており、ジョン・ケージの初期作品に影響を与えているという点で、ケージの後に続いたミニマル・ミュージックへと続く音楽史の脈絡に深く影響している。
日本における潮流としてはヨシ・ワダ、近藤譲、藤枝守らが、欧州における潮流としてはトム・ジョンソン、ジェルジ・リゲティ、ジョン・マクガイヤーらがミニマル・ミュージックに類似する反復語法を自身の語法に取り入れている。作曲家の久石譲は、自らのコンサートの一部において、ミニマル・ミュージックの語法で書かれた作品を上演している。また、反復を基本とするオスティナート語法での作曲を長年続けていた伊福部昭のもとへテリー・ライリーが表敬訪問した。

## 代表的な作曲家

### 特に代表的な作曲家
- テリー・ライリー - アメリカ合衆国
- ラ・モンテ・ヤング - アメリカ合衆国
- スティーヴ・ライヒ - アメリカ合衆国
- フィリップ・グラス - アメリカ合衆国

### 著名な作曲家
- ダニエル・レンツ - アメリカ合衆国
- シメオン・テン・ホルト - オランダ
- コーネリアス・カーデュー - イギリス
- マイケル・ナイマン - イギリス
- ギャヴィン・ブライアーズ - イギリス
- デヴィッド・ベッドフォード - イギリス
- ジョン・ホワイト - イギリス
- マーク・フェル - イギリス
- ジョヴァンニ・ソッリマ- イタリア
- ジョン・アダムズ - アメリカ合衆国
- フレデリック・ジェフスキー - アメリカ合衆国出身、在ベルギー
- ジョン・マクガイヤー - アメリカ合衆国[注 1]
- トニー・コンラッド - アメリカ合衆国
- トム・ジョンソン - アメリカ合衆国出身、在フランス
- グレン・ブランカ - アメリカ合衆国
- マイケル・トーキー - アメリカ合衆国
- アルヴォ・ペルト - エストニア
- ヴィム・メルテン - ベルギー
- ルイ・アンドリーセン - オランダ
- シャンドル・カロシュ - ロシア
- エロディ・ローテン - フランス出身、在アメリカ合衆国
- ペーター・ミヒャエル・ハーメル - ドイツ
- 近藤譲 - 日本
- 坂本龍一 - 日本
- 久石譲 - 日本
- 藤枝守 - 日本
- ヨシ・ワダ - 日本出身、在アメリカ合衆国[注 2]